# Nông nghiệp Hoa Kỳ
Nông nghiệp ở Hoa Kỳ là ngành nông nghiệp phát triển, đứng đầu thế giới về sản lượng ngũ cốc (lúa mì, ngô...). Mặc dù nông nghiệp chỉ chiếm khoảng 2% GDP nhưng mỗi năm cũng thu về cho đất nước khoảng 240 - 260 tỷ USD. Sản phẩm nông nghiệp có giá trị xuất khẩu lớn, khoảng 75 - 80 tỉ USD mỗi năm.
Lương thực được sản xuất ra rất an toàn, có chất lượng cao, phong phú và giá cả phải chăng. Nền nông nghiệp Hoa Kỳ cũng đạt được sự dồi dào và đa dạng nhất trên thế giới.

## Các sản phẩm nông nghiệp chủ yếu

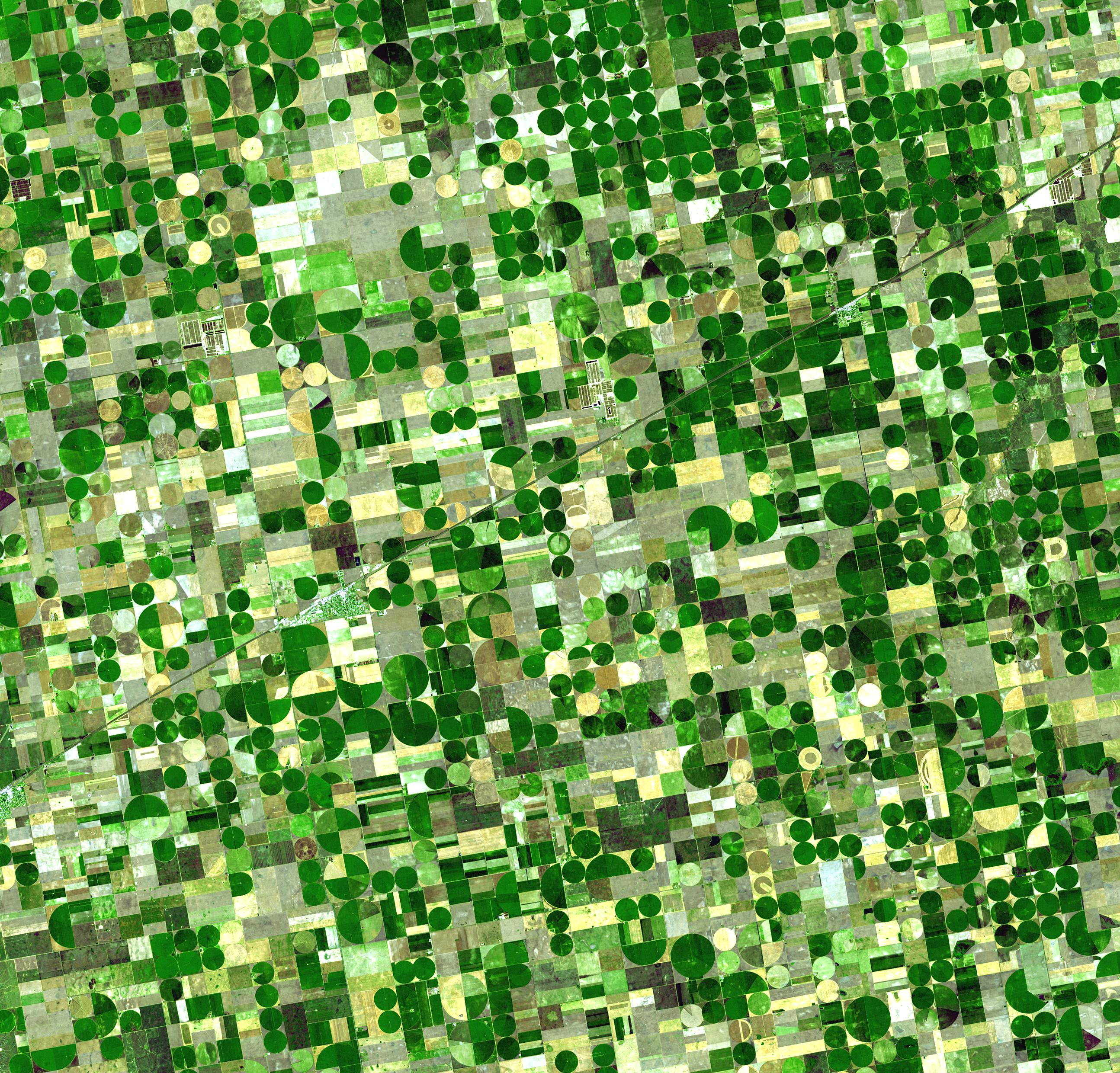
Hình ảnh vệ tinh của các cánh đồng tròn đặc trưng bởi hệ thống tưới trung tâm ở Kansas (tháng 6 năm 2001). Các cây trồng khỏe mạnh, phát triển có màu xanh lá cây. Ngô sẽ phát triển thành cuống lá vào cuối tháng Sáu. Cây lúa miến, giống như ngô, mọc chậm hơn và sẽ nhỏ hơn nhiều và do đó, có thể nhạt hơn. Lúa mì là một vàng rực rỡ khi thu hoạch vào tháng Sáu. Các cánh đồng màu nâu gần đây đã được thu hoạch và cày xới dưới hoặc bỏ hoang trong năm.

Theo số liệu năm 2003 của FAO, hai mươi loại sản phẩm nông nghiệp đứng đầu của Hoa Kỳ là (đơn vị tính theo tấn, thứ tự xếp hạng theo giá trị của sản phẩm):
| 1.  | Ngũ cốc      | 256.904.992 |
| 2.  | Thịt gia súc | 11.736.300  |
| 3.  | Sữa tươi     | 78.155.000  |
| 4.  | Thịt gà      | 15.006.000  |
| 5.  | Đậu nành     | 65.795.300  |
| 6.  | Thịt lợn     | 8.574.290   |
| 7.  | Lúa mì       | 63.589.820  |
| 8.  | Bông lint    | 3.967.810   |
| 9.  | Trứng gà     | 5.141.000   |
| 10. | Thịt gà tây  | 2.584.200   |
| 11. | Cà chua      | 12.275.000  |
| 12. | Khoai tây    | 20.821.930  |
| 13. | Nho          | 6.125.670   |
| 14. | Cam          | 10.473.450  |
| 15. | Thóc, Gạo    | 9.033.610   |
| 16. | Táo          | 4.241.810   |
| 17. | Miến         | 10.445.900  |
| 18. | Rau diếp     | 4.490.000   |
| 19. | Hạt bông     | 6.072.690   |
| 20. | Củ cải đường | 27.764.390  |

Một số loại chỉ xuất hiện trong số 20 loại sản phẩm nông nghiệp lớn nhất ở Hoa Kỳ trong vòng 40 năm trở lại đây như: thuốc lá, lúa mạch, và yến mạch, đậu phộng, hướng dương. Một số loại cỏ đã được xếp vào top 10 trong năm 2003 nếu chúng được theo dõi bởi FAO.

### Cây trồng
Giá trị các sản phẩm nông nghiệp chính từ cây trồng là:
| Các cây trồng chủ yếu ở Hoa Kỳ - 1997 (Tỉ USD)                                      | Các cây trồng chủ yếu ở Hoa Kỳ - 1997 (Tỉ USD) |
| ----------------------------------------------------------------------------------- | ---------------------------------------------- |
| Ngũ cốc                                                                             | $24.4                                          |
| Đậu nành                                                                            | $17.7                                          |
| Lúa mì                                                                              | $8.6                                           |
| Alfalfa (cỏ?)                                                                       | $8.3                                           |
| Bông                                                                                | $6.1                                           |
| Rơm                                                                                 | $5.1                                           |
| Thuốc lá                                                                            | $3.0                                           |
| Gạo                                                                                 | $1.7                                           |
| Miến                                                                                | $1.4                                           |
| Lúa mạch                                                                            | $.9                                            |
| Nguồn: 1997 USDA-NASS reports, Lưu trữ ngày 20 tháng 5 năm 2008 tại Wayback Machine |                                                |

Ghi chú: cỏ (alfalfa) và cỏ khô không được FAO theo dõi và sản xuất thuốc lá ở Hoa Kỳ đã rơi xuống trong khoảng thời gian từ năm 1997 đến năm 2003.